# هرزيم غوسماو بيريرا
هرزيم غوسماو بيريرا (2 يونيو 1948 - 18 مارس 2021) سياسي وصحفي برازيلي.

## السيرة الشخصية
شغل منصب عمدة فيتوريا دا كونكويستا، وكان عضوًا في الجمعية التشريعية في باهيا.
عمل في راديو كلوب دي كونكيستا وراديو البرازيل إف إم قبل مسيرته السياسية.
تم تشخيص إصابة بيريرا بـ كوفيد 19 في 7 ديسمبر 2020 بعد فترة وجيزة من إعادة انتخابها عمدة لفيتوريا دا كونكيستا. ثم نُقل إلى المستشفى ونُقل إلى ساو باولو، حيث توفي في 18 مارس 2021 عن عمر يناهز 72 عامًا.